# Chaetocalyx blanchetiana
Chaetocalyx blanchetiana là một loài thực vật có hoa trong họ Đậu. Loài này được (Benth.) Rudd miêu tả khoa học đầu tiên.